# Momotarō

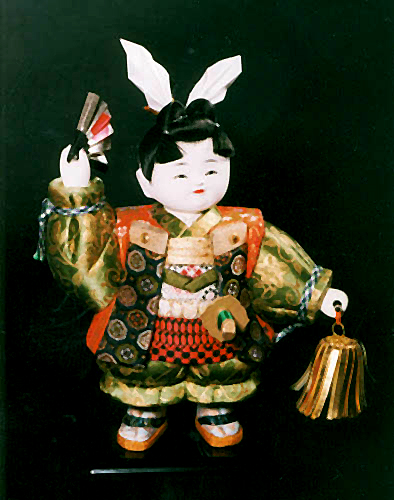
Una nina de bescuit d'en Momotarō

Momotarō (桃 太郎) és un heroi del folklore japonès. La seva llegenda és coneguda particularment al Japó i a l'Àsia oriental. El seu nom es tradueix com a 'Préssec Tarō'; Tarō és un nom masculí japonès molt comú i Momo significa 'préssec'.
A Catalunya, la llegenda ha arribat al públic infantil principalment de la mà de la sèrie animada Doraemon, que li dedica un episodi especial titulat en la versió en català emesa al Canal Super3 «Qui és, per a mi, en Momotaro». Tanmateix, les sèries animades també japoneses i emeses en català el Detectiu Conan i One Piece també li han dedicat episodis.

## La llegenda

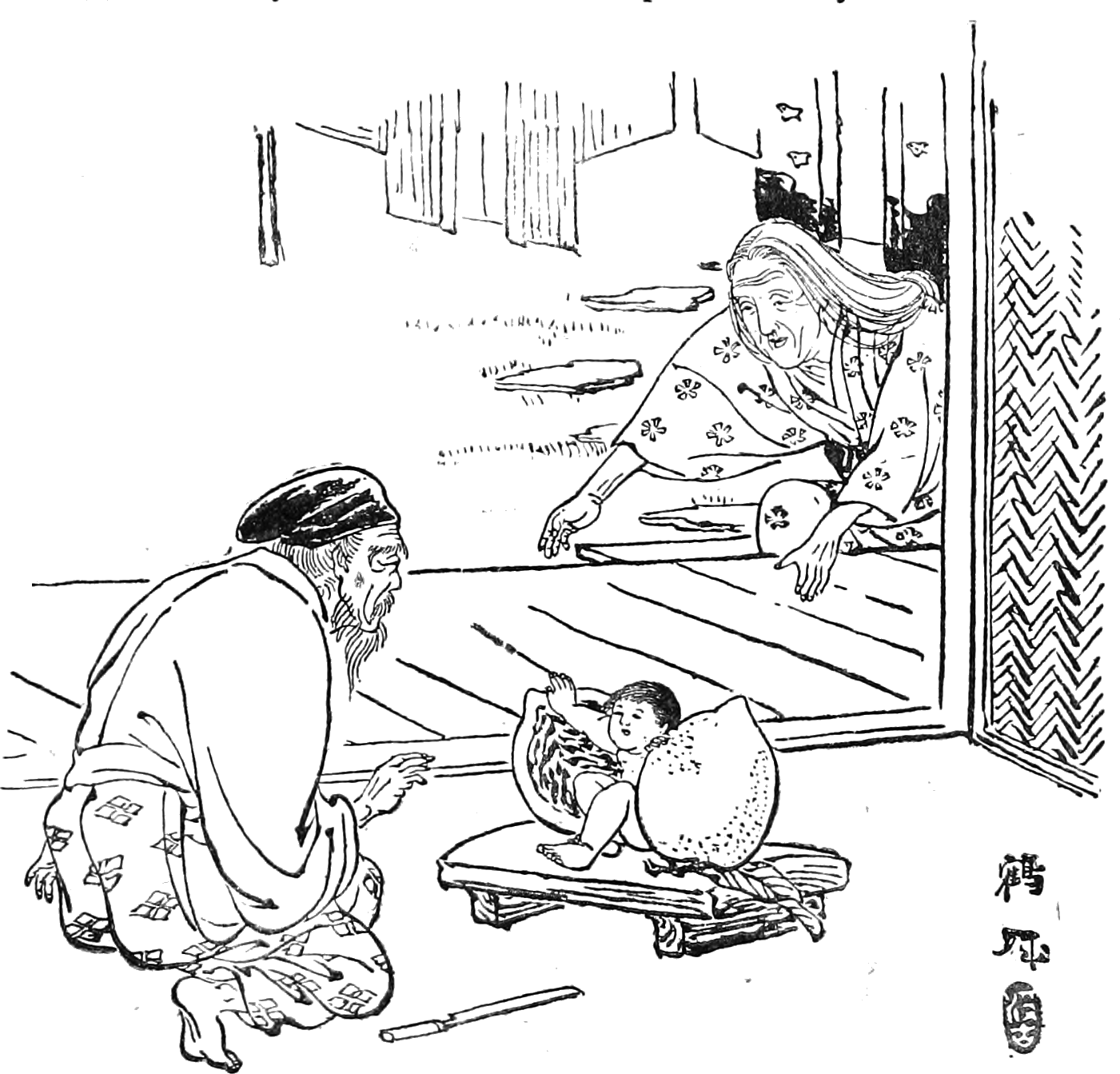
Momotarō sortint del préssec

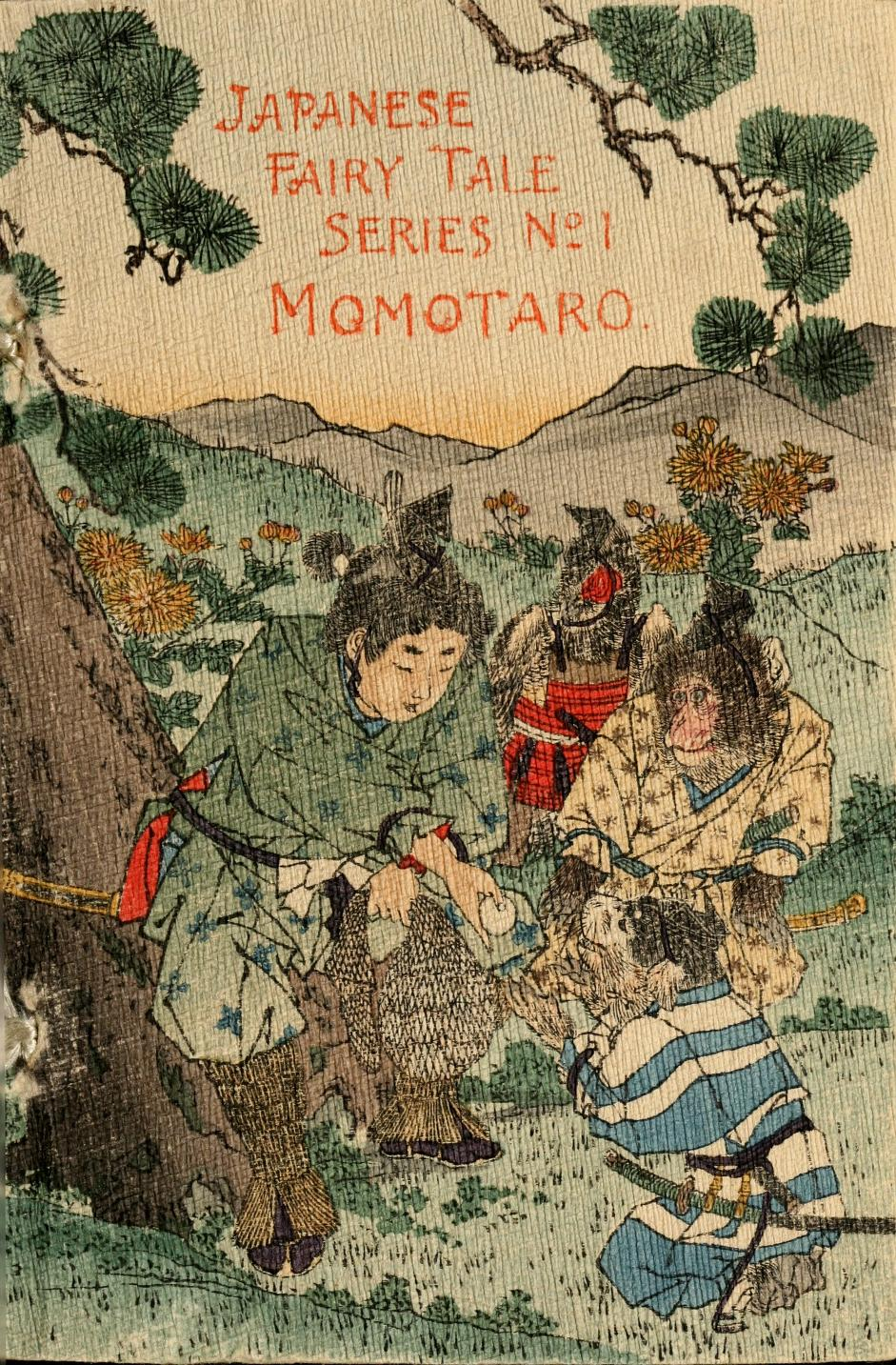
Un conte d'en Momotarō en anglès publicat l'any 1885 per Hasegawa Takejirō

Segons la versió de la llegenda, que data de l'era Edo, Momotarō arriba a la Terra en un préssec que descendeix per un riu. Un dia, una velleta que renta la roba a la riba del riu el descobreix i decideix d'adoptar-lo i criar-lo amb el seu marit. Momotarō els explica que ha estat enviat pel cel per ser el seu fill.
No obstant això, Momotarō és mandrós i cerca excuses per no treballar. Tot i això, quan un dia va decidir anar a buscar «una mica» de fusta, va tornar amb un arbre enorme. Aquest fet sorprenent atrau l'atenció del Senyor, qui li demana que deixi als seus pares per anar a lluitar contra els oni (dimonis o ogres) de l'illa d'Onigashima.
Encaminat cap a l'illa, Momotarō es troba amb un gos, un mico i un faisà, que es fan amics seus de seguida. Un cop a l'illa, derroten els dimonis i el seu cap, Ura. Després, els quatre amics tornen a casa dels vellets amb el tresor dels dimonis. Ell i la seva família esdevenen feliços tota la vida.
Momotarō està associat amb la ciutat d'Okayama, on va ser inventada la història. Alguns historiadors creuen que es va originar a l'antiguitat, quan el príncep divinitzat Kibitsuhiko-no-mikoto va ser enviat pel seu pare, l'emperador Kōrei, a sotmetre la província de Kibi. Com diu el refrany, «només els vencedors escriuen la història», i com sovint va passar durant la història del Japó, els enemics van ser demonitzats i associats amb yōkai, que al seu torn es va unir al folklore popular.

## Cançó
La cançó infantil més popular al Japó, titula Momotarō-san no Uta ('la cançó d'en Momotarō'), va ser publicada per primera vegada el 1911. Des de llavors, la cançó ha tingut diverses versions diferents, incloent:
| Transliteració | Japonès | Català |
| --- | --- | --- |
| Momotarō-san, Momotarō-san, Okoshini tsuketa kibidango, Hitotsu watashi ni kudasai na! Yarimashō, Yarimashō, Korekara oni no seibatsu ni, Tsuite ikunara yarimashō! Ikimashō, ikimashō, Anata ni tsuite doko made mo, Kerai ni natte ikimashō! Sorya susume, sorya susume, Ichidoni semete semeyaburi, Tsubu shite shima e, onigashima! Omoshiroi, omoshiroi, Nokorazu oni o seme fusete, bun-dorimono o enyaraya! Manman-sai, manman-sai, Otomo no inu ya saru kiji wa Isan de kuruma o enyaraya | 桃太郎さん、桃太郎さん、 お腰につけた黍團子、 一つわたしに下さいな。 やりませう、やりませう、 これから鬼の征伐に、 ついて行くならやりませう。 行きませう、行きませう、 あなたについて何處までも、 家來になって行きませう。 そりや進め、そりや進め、 一度に攻めて攻めやぶり、 つぶしてしまへ、鬼ヶ島。 おもしろい、おもしろい、 のこらず鬼を攻めふせて、 分捕物をえんやらや。 萬萬歳、萬萬歳、 お伴の犬や猿雉子は、 勇んで車をえんやらや。 | Momotaro, Momotaro, Que tens dumplings a la bossa de la cintura. Si us plau dona-me'n un. Te'n donaré un, te'n donaré un, Per al futur de l'expedició dels oni, Te'n donaré un si vens. Anem, anem, Aniré amb tu allà on vagis, Hi aniré com a servent teu. Bé, en marxa! Bé, en marxa, Ataquem l'illa dels oni a la vegada, Aixafem els dimonis de l'illa. Fantàstic! Fantàstic! Hem atacat i atrapat els dimonis, Recuperem el tresor! Deu mil aplaudiments! Deu mil aplaudiments! Un gos, un mico i un faisà t'acompanyen Ets a casa amb el carro ple de tesors, visca! |

## Segona Guerra Mundial
En Momotarō va ser una figura immensament popular al Japó durant la Segona Guerra Mundial; va aparèixer en moltes pel·lícules i dibuixos animats durant la guerra. En Momotarō representava el govern japonès, els ciutadans eren els animals i els Estats Units eren els oni, la figura demoníaca. Tot i que no es menciona directament, es fa entendre que Onigashima era Pearl Harbor. Es va utilitzar per transmetre la idea que el Japó lluitaria contra els malvats però poderosos Estats Units i la victòria només es podia aconseguir si els ciutadans donaven suport al govern. A més, se suposava que el menjar i el tresor que en Momotarō i els animals havien obtingut després de derrota dels oni reflectien la glòria que el poderós Imperi Japonès tindria després de derrotar els Estats Units. Una d'aquestes pel·lícules era Momotarō, deu de les onades.

## Planta
Echinocereus momotaro (桃太郎 ももたろう) és un cactus robust d'hivern del Japó.

## En la cultura
- Aquesta llegenda apareix en una paròdia a l'episodi 9 de l'anime Maid Sama!, on l'heroïna Misaki Ayuzawa interpreta el paper d'en Momotarō.
- L'anime Doraemon dedica un episodi especial a la llegenda d'en Momotarō, en el qual en Doraemon, en Nobita, la Shizuka, en Gegant i en Suneo es desplacen a l'època d'en Momotaro i baixen per un riu amb uns préssecs gegants provinents de la butxaca màgica d'en Doraemon. No obstant això, en Nobita se separa del grup i és trobat per una parella de vellets, els quals creuen que en Nobita és en Momotarō i per aquesta raó li fan anar a Onigashima a vèncer l'ogre. Encaminat cap a l'illa, en Nobita es troba amb els seus amics que, gràcies a un altre aparell d'en Doaremon, es transformen en els animals de llegenda: la Shizuka en faisà, en Suneo en gos, en Gegant en mico i en Doraemon es queda igual. En acabat, tots cinc marxen a Onigashima i s'enfronten a l'ogre, que resulta ser un neerlandès que es va perdre fa molt de temps i va ser foragitat pel japonesos, obligant-lo a disfressar-se d'ogre per poder robar per menjar i sobreviure. Després, en Doraemon permet a l'estranger de tornar a la seva terra utilitzant la porta màgica. Molt agraït, el neerlandès els regala els tresors que havia aplegat i els cinc protagonistes, encapçalats pel Momotarō Nobita, tornen a casa dels vellets amb un carro ple dels tresors que els havia regalat l'ogre.
- Els episodis 377 i 378 de la sèrie animada Detectiu Conan tenen lloc a Okayama i parlen molt sobre la història d'en Momotaro.
- L'anime Samurai 7 també es refereix a aquest conte japonès, on un dels samurais es troba errant en un riu. El sobrenom de Momotaro s'utilitza per provocar i fer més humà el personatge de Shichiroji.
- El manga Momo Kyun Sword agafa la llegenda d'en Momotarō afegint algunes modificacions.
- El manga Bikinshin Densetsu Momo en vo o Momo - The Beautiful Spirit transposa la narrativa original a un futur llunyà en el qual els humans colonitzen l'espai i s'enfoca en un planeta anomenat Kikyu. El nom Momotaro ja no designa un sol caràcter, sinó dos terrícoles; en Taro, que és l'únic supervivent d'una missió de colonització, i en Momo, una noia amnèsica perfecta semblant a un dels membres de la tripulació d'una expedició anterior. Aquesta mateixa expedició va desaparèixer fa molt de temps per de les autoritats terrenes.
- Al manga de l'Inspector Kurokochi, Momotarō és el nom clau d'un assassí actiu a la dècada del 1970 amb la missió d'eliminar els terroristes japonesos escampats a l'estranger. Ell és famós per la seva set de sang.
- A la sèrie animada francesa Clementine, l'heroïna va enrere en el temps, en uns episodis dedicats a en Momotarō, que amb l'ajut dels seus companys animals, triomfarà sobre el mal gràcies a la bondat de la Clementine i el seu gatet Helice.
- A l'anime Hoozuki No Reitetsu, en Momotarō i els seus tres companys són personatges recurrents. En particular, es veu en Momotarō just després de la seva mort quan arriba a l'infern.
- També es narra la història d'en Momotarō a l'episodi 13 de la 4ª temporada de la vinyeta Samurai Jack, titulada Jack and the Baby. El samurai explica una versió simplificada de la llegenda d'en Momotarō per fer adormir un nadó que va salvar dels monstres que volien menjar.
- A l'episodi 18 de la sèrie animada Dr. Slump, l'Arale Norimaki i la Gatchan Norimaki són tele-transportats a un llibre de contes sobre la història d'en Momotarō i parteixen en una aventura amb ell.
- També a l'episodi 218 del Dr. Slump fa una altra aparició, recreant la llegenda on l'anciana que renta la roba al riu troba un préssec gegant d'on en surt en Momotarō i se'n va a matar ogres amb granades.
- A One Piece, els tres almiralls de l'Armada (Kizaru Borsalino, Aokiji Kuzan i Akainu Sakazuki) es refereixen, respectivament, al mico, al faisà i al gos.
- A l'episodi 333 de Gintama el Shinsengumi ha de resoldre una escena d'un crim en el qual en Momotarō és trobat mort a la riba d'un riu al costat d'un préssec tallat per la meitat.
- A l'episodi 11 de Lamu els protagonistes es troben a la capital 1.000 anys enrere i apareixen uns ogres del futur amb un platet volador que volen trobar en Momotarō per canviar la història.